# William Cameron McCool
William Cameron McCool (San Diego, Kalifornia, 1961. szeptember 23. – Texas, 2003. február 1.) amerikai pilóta, űrhajós.

## Életpálya
1983-ban a Haditengerészeti Akadémián (USAF Academy) alkalmazott tudományból szerzett oklevelet. 1985-ben a Haditengerészeti Posztgraduális Iskolában számítástechnikai ismeretekből másod diplomát szerzett. 1986-ban szerzett repülőgép vezetői engedélyt. Szolgálati repülőgépe az EA–6B volt. Teljesített szolgálatot a USS Coral Sea (CV-43) fedélzetén a Földközi-tengeren. 1989-ben tesztpilóta kiképzésben részesült. A TA–4J és az EA–6B repülőgéptípusok tesztpilótája. 1992-ben ugyan ebben a tanintézetben repüléstechnikai mérnök diplomát kapott. Több mint 2800 órát tartózkodott a levegőben, több mint 24 repülőgépen repült illetve tesztelt, több mint 400 alkalommal landolt repülőgép-hordozó fedélzetén.
1996. május 1-től  a Lyndon B. Johnson Űrközpontban részesült űrhajóskiképzésben. Az Űrhajózási Hivatal megbízásából  taktikai munkatárs, valamint az űrrepülőgépek pilótafülkéinek üvegre cserélésénél technikai munkatárs. Egy űrszolgálata alatt összesen 15 napot, 22 órát és 20 percet (382 óra) töltött a világűrben. 2003. február 1-jén hunyt el.

## Űrrepülések
STS–107, a Columbia űrrepülőgép 28. repülésének pilótája. A SpaceHab mikrogravitációs laboratóriumban a legénység 12 órás váltásokban végezte az előírt programokat. Szolgálati idejük alatt több mint 80 kutatási, kísérleti feladatot végeztek, vagy a zárt folyamatot ellenőrizték. Egy űrszolgálata alatt összesen 15 napot, 22 órát és 20 percet (382 óra) töltött a világűrben. 10 670 000 kilométert (6 600 000 mérföldet) repült, 255 kerülte meg a Földet.